# Lego City

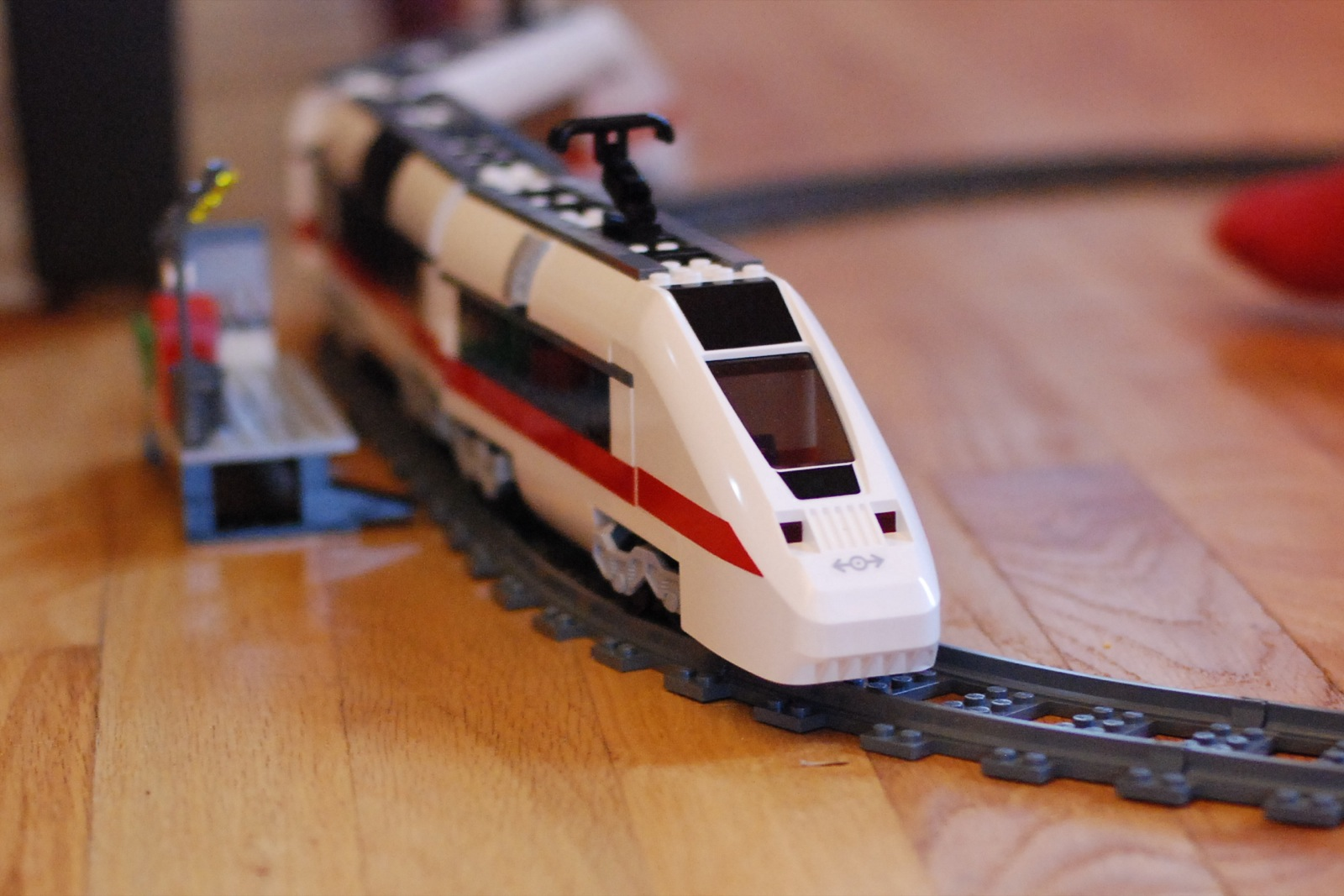
Lego 7897, zestaw z 2006 r., (Pociąg pasażerski)

Lego City (w latach 1978-2002: Lego Town, w latach 2003-2004: Lego World City) – seria klocków produkowana przez Lego, której tematem jest szeroko pojęte życie miejskie. Pierwszy raz temat Lego miasta pojawia się w 1972 roku. Lego City (Town) obok Lego Space i Lego Castle jest liczona jako jedna z trzech klasycznych serii Lego.

## Opis
Temat serii poświęcony miastu wielokrotnie się zmieniał i był jednym z najbardziej ekspansywnych i najstarszych tematów w historii Lego, zawiera ponad 1230 numerowanych zestawów. Na serię składają się typowe zestawy związane z tematyką policji, straży pożarnej, ratownictwa medycznego, budownictwa, usług, lotniska itp. Seria w swej pierwszej edycji, lecz dopiero w 1978 roku wprowadziła też m.in. klasyczne minifigurki Lego, które miały dwoje oczu i uśmiech. Pierwsze zestawy z Lego Town w latach 70. XX wieku zawierały w sobie budynek na podstawce i związane z nimi pojazdy, takie jak samochody lub helikoptery. Skala była mniejsza niż w bieżących zestawach. Po wprowadzeniu Ludzików Lego skala została powiększona w 1980 roku, aby umożliwić im wpasowanie się w nowe budowle. Wcześniej minifigurki nie pasowały m.in. do pojazdów. Pojawienie się ich w zestawach bardzo pomogło w rozwoju serii. Kiedy konstrukcja samochodów została ustandaryzowana, liczba samochodów znacznie wzrosła, a struktura i kubatura budynków również się zwiększyła.

## Adaptacje
W roku 2019 na podstawie serii został stworzony serial o nazwie Lego City: Miasto przygód. Razem z nową animacją seria Lego City zaczęła wprowadzać m.in. minifigurki z imionami, które wcześniej nie były dostępne.

## Edycje i zestawy
Edycje tematu miasta Lego City (Town):
- Pierwsza: 1972-1978
- Druga: 1978-2002
- Trzecia: 2003-2004
- Czwarta: 2005-

W tym okresie wydano w sumie 647 numerowane zestawy Lego Town oraz 585 numerowane zestawy Lego City, co daje łącznie 1232 zestawy.
Linia produktów Lego City (Town) zawierała m.in. kilka pod tematów:
- Classic Town
- Pociągi
- Łodzie
- Wyścig
- Ratownictwo
- High Speed Adventure
- Serwis i naprawa
- Loty
- Domy
- Pojazdy Lego
- Straż
- Policja
- Pomoc
- Octan
- Czas wolny
- Lotnisko
- Port morski
- Nurkowie
- Town Jr.
- Extreme Team
- Res-Q
- Arctic
- Space Port
- City Center
- Kalendarz adwentowy o tematyce miejskiej